# Leegebruch
Leegebruch es un municipio situado en el distrito de Alto Havel, en el estado federado de Brandeburgo (Alemania), a una altitud de 30 metros. Su población a finales de 2016 era de 7000 habs. y su densidad poblacional, 1000 hab/km².